# Chrysocraspeda gibbosa
Chrysocraspeda gibbosa är en fjärilsart som beskrevs av W. Warren 1896. Chrysocraspeda gibbosa ingår i släktet Chrysocraspeda och familjen mätare. Inga underarter finns listade i Catalogue of Life.